# 단간론파 희망의 학교와 절망의 고교생 (애니메이션)
《단간론파 희망의 학교와 절망의 고교생》(일본어: ダンガンロンパ 希望の学園と絶望の高校生 The Animation)은 2013년 일본에서 방영된 텔레비전 애니메이션이다. 동명의 비디오 게임을 원작으로 한다.